# スギちゃんのほどほどにしてね
『スギちゃんのほどほどにしてね』は、2012年10月28日（27日深夜）から2013年9月29日（28日深夜）まで中京テレビで放送されていたバラエティ番組・紀行番組である。全46回（44回＋『オードリーさん、ぜひ会って欲しい人がいるんです!』との合同SP2回）。

## 概要
愛知県一宮市出身のお笑い芸人・スギちゃんが、マイクロバスで中部地方その他の観光地を巡る模様を放送していた深夜番組。スギちゃんの地上波初の冠番組でもある。
番組は、スギちゃんが「ライオン」という喫茶店を訪れ、そこでスタッフと番組の打ち合わせをするシーンからカメラを回していた。そしてロケが終了するまで回し続けることで裏の裏まで見せてしまう、という形式で進行。深夜番組ということで、基本的には何でもありの内容だった。番組にはスギちゃんのみならず、スタッフやドライバーも出演していた。スギちゃんはこの番組ではお決まりのワイルド衣装を着用せず、髪もまったくセットしていなかった。時には寝ぐせ頭のままで出演することもあった。スギちゃん曰く「気を抜く暇が無い」ため、収録中に「早くロケ終わらないかな」「帰りたい」などとぼやくこともあった。
スギちゃんがギャグにしている「うまスギちゃん」は、この番組から生まれたものである。また、10万円のイスの購入〜お披露目などが全国ネットに先駆けて進行していた。

## 放送時間
いずれも日本標準時。
- 日曜 1:33 - 2:03 （土曜深夜、2012年10月28日 - 2012年12月23日）
- 日曜 1:23 - 1:53 （土曜深夜、2013年1月6日 - 2013年9月29日） - 『Going! Sports & News』の放送枠縮小に伴い、以後は10分繰り上げて放送。『オードリーさん、ぜひ会って欲しい人がいるんです』との合同SP2回分については、0:50 - 1:53 と 1:20 - 2:23 の63分枠で放送。

## 出演者
- スギちゃん
- スタッフ一同 - バスや喫茶店での会話中に露出。
- ほどほどガールズ
- ラーメン店とんぱーれ店長 中野さん
- 恵那象園園長 今井さん

## 主な企画
- ほどほどガール探し
- 温泉めぐり - スギちゃんの希望により、混浴場を優先的に探していた。
- グルメレポート
- 観光マップ製作 - 番組で収録した情報を本にし、出版社に売り込む企画。
- 流行語大賞 - 「うまスギちゃん」などのスギちゃん用語をお披露目。
- 御朱印集め
- スギちゃん貸します。

## 反省会
番組は毎週、収録後のロケ現場やバスの中でADがスギちゃんにインタビューをする模様を動画にし、それらを「反省会」と称してYouTubeにアップロードしていた。この動画は、番組の終了後にすべて削除された。

## スタッフ
- ナレーション：クロウリー・グリフィン、松原朋美（中京テレビアナウンサー）
- 構成：今井とおる
- AD：武内祐子、小田陽子
- ディレクター：黒野友貴
- 演出：富田恭彦
- プロデューサー：長屋努、風間一徳（中京テレビ）
- 制作協力：CTV MID ENJIN
- 製作著作：中京テレビ